# Suzuki Cervo
Suzuki Cervo — кей-кар производства японской компании Suzuki Motor Corporation. Впервые был представлен в 1976 году в роли преемника Suzuki Fronte Coupé, затем название Cervo носили модели, производные от Suzuki Alto. С 1998 по 2006 год автомобиль не выпускался, а в декабре 2009 года автомобиль был окончательно снят с производства.

## Cervo SS20 (первое поколение)
Производство Suzuki Cervo началось в октябре 1977 года. В основном, автомобили поставлялись на японский домашний рынок и в Чили под названием LHD. Автомобили Suzuki Cervo оснащались трёхцилиндровым двухтактным двигателем T5A объёмом 539 см3, рядным четырёхцилиндровым двигателем F8A объёмом 797 см3 (кодовое обозначение — SC80) или же рядным четырёхцилиндровым двигателем F10A объёмом 970 см3 (кодовое обозначение — SC100). Коробка передач — четырёхступенчатая механическая. Кузов был разработан итальянским дизайнером Джорджетто Джуджаро.

Автомобили выпускались в следующих комплектациях: CX (円608,000), CX-L и CX-G (円698,000).
- 1979 Cervo CX-G (Чили)
- 1980 Suzuki CX-G (Новая Зеландия)

### SC100
SC100 — версия Suzuki Cervo для экспортных рынков, представленная в апреле 1978 года. В феврале 1979 года автомобиль был представлен в Амстердаме на выставке AutoRAI. В Великобритании автомобиль продавался под названием «Whizzkid». Автомобиль оснащён рядным четырёхцилиндровым двигателем F10A объёмом 970 см3, мощностью 35 кВт (47 л. с.). Максимальная скорость — 142,8 км/ч. До 1982 года автомобиль продавался в Европе.
| Двигатель               | F10A, 970 см3, OHC, I4                  |
| Мощность                | 35—37 кВт (47—50 л. с.) при 5000 об/мин |
| Крутящий момент         | 83 Н·м при 2500 (или 3000) об/мин       |
| Трансмиссия             | 4-скор. МКПП                            |
| Длина × ширина × высота | 3190 × 1395 × 1230 мм                   |
| Масса                   | 625—660 кг                              |

## Cervo SS40 (второе поколение)
Автомобили Suzuki Cervo второго поколения, представленные в июне 1982 года, выпускались на базе Alto/Fronte. Привод — передний. Автомобили оснащались поперечно расположенным четырёхтактным двигателем F5A мощностью 21—29 кВт (29—40 л. с.). Коробка передач — четырёхступенчатая механическая, пятиступенчатая механическая или же двухступенчатая автоматическая. Максимальная скорость составляла 110—135 км/ч. В мае 1983, январе 1985 и январе 1988 года автомобили проходили фейслифтинг.
| CS / CS-Q    | Базовые комплектации, 4MT / 2AT. Нет радио. Односкоростные стеклоочистители.                                          | 円580,000 / 円620,000 |
| CS-D / CS-QD | Топовые комплектации, 4MT/2AT. AM-радио. Стеклоочистители прерывистого действия.                                      | 円650,000 / 円690,000 |
| CS-F         | 5MT, топливная экономичность. Радиальные шины.                                                                        | 円719,000             |
| CS-G         | Спортивная версия, 5MT. Тахометр, 12-дюймовые колёса, легкосплавные диски (опционально). Передние тормоза — дисковые. | 円730,000             |

## Cervo CG72V/CH72V (третье поколение)
Автомобили Suzuki Cervo третьего поколения были представлены 22 января 1988 года. Привод — передний или полный. Автомобили оснащались 12-клапанным трёхцилиндровым двигателем F5B SOHC объёмом 547 см3, мощностью 29 кВт (40 л. с.) при 7500 об/мин. Комплектации:
- CGXF. Передний привод, 5MT. 円698,000 (CG72V)
- CGXL. Передний привод, 3AT. 円750,000 (CG72V)
- CGXJ. Полный привод, 5MT. 円770,000 (CH72V)

В марте 1988 года в модельный ряд были добавлены три модели с первым в мире электроусилителем руля (CGPF/CGPL/CGPJ). Доплата составила 150000 фунтов стерлингов.

В мае 1990 года автомобили были сняты с производства.
- Вид спереди
- Вид сзади

## Cervo Mode (четвёртое поколение)
В июле 1990 года выпуск автомобилей Suzuki Cervo был возобновлён. Объём двигателя был увеличен на 110 см3, а длина — на 100 мм. Изначально автомобили выпускались в кузове трёхдверный хетчбэк, а с ноября 1990 года — в кузове пятидверный хетчбэк.
- Трёхдверный хетчбэк
- Пятидверный хетчбэк

| 1990 Suzuki Cervo Mode | 1990 Suzuki Cervo Mode | 1990 Suzuki Cervo Mode | 1990 Suzuki Cervo Mode   | 1990 Suzuki Cervo Mode            | 1990 Suzuki Cervo Mode | 1990 Suzuki Cervo Mode |
| Модель                 | Модель                 | Трансмиссия            | Двигатель                | Мощность                          | Масса (кг)             | Масса (фунт)           |
| ---------------------- | ---------------------- | ---------------------- | ------------------------ | --------------------------------- | ---------------------- | ---------------------- |
| S-Turbo FF             | CN21S                  | 5MT (3AT)              | F6A, 657 см3, 3 цилиндра | 45 кВт (61 л. с.) при 6000 об/мин | 650 (670) кг           | 1,433 (1,477)          |
| S-Turbo 4WD            | CP21S                  | 5MT                    | F6A, 657 см3, 3 цилиндра | 45 кВт (61 л. с.) при 6000 об/мин | 710 кг                 | 1,565                  |
| SR-Turbo FF            | CN21S                  | 5MT (3AT)              | F6A, 657 см3, 3 цилиндра | 45 кВт (61 л. с.) при 6000 об/мин | 650 (670) кг           | 1,433 (1,477)          |
| SR-Turbo 4WD           | CP21S                  | 5MT                    | F6A, 657 см3, 3 цилиндра | 45 кВт (61 л. с.) при 6000 об/мин | 710 кг                 | 1,565                  |
| SR-Four FF             | CN31S                  | 5MT                    | F6B, 658 см3, 4 цилиндра | 47 кВт (64 л. с.) при 7000 об/мин | 670 кг                 | 1,477                  |
| SR-Four 4WD            | CP31S                  | 5MT                    | F6B, 658 см3, 4 цилиндра | 47 кВт (64 л. с.) при 7000 об/мин | 730 кг                 | 1,609                  |

### Cervo C (Classic)
Cervo C, представленный в августе 1996 года, оснащён двигателем F6A мощностью 38 кВт (52 л. с.) (в версии с компоновкой 4WD и АКПП — 55 л. с.). Изначально выпускались только пятидверные хетчбэки, а в мае 1997 года в модельный ряд были добавлены трёхдверные хетчбэки. В октябре 1998 года автомобиль был снят с производства. В Индии автомобиль назывался Maruti Suzuki Zen.

## Cervo HG21S (пятое поколение)
В ноябре 2006 года производство Suzuki Cervo было возобновлено. Автомобили оснащались двигателем K6A объёмом 658 см3. Мощность атмосферного двигателя (VVT G) составляла 54 л. с., а мощность турбированного двигателя (T и TX) — 60 л. с. Коробка передач — четырёхступенчатая автоматическая или бесступенчатая. В декабре 2009 года автомобили были сняты с производства.
- Вид спереди
- Suzuki Cervo SR
- Вид сзади